# پیتر گاثورن
پیتر گاثورن (انگلیسی: Peter Gawthorne؛ ۱ سپتامبر ۱۸۸۴ – ۱۷ مارس ۱۹۶۲) بازیگر اهل جمهوری ایرلند بود.
از فیلم‌هایی که وی در آن‌ها نقش داشته‌است، می‌توان به بابات کیه؟، مردی که برگشت، جایزه بزرگ، دو عاشق به‌هنگام والس، دوک آهنی، کار کثیف، شراره آسمانی، اریحا، جنجال در کشتی، خداحافظ، آقای چیپس، آقای پیت جوان، دوباره همدیگر را خواهیم دید و قلب‌های مهربان و نیم‌تاج‌ها اشاره نمود.